# Косін Юрій Олександрович
 Ю́рій Олекса́ндрович Ко́сін (* 26 вересня 1948, Компаніївка, Кіровоградська область — 24 жовтня 2022, Краків, Польща) — український фотограф, ліквідатор наслідків аварії на ЧАЕС, майстер фотомонтажу, медіа-художник, викладач, куратор, експерт фотовиставок та мандрівник. Член спілки фотохудожників України. Представник Нової хвилі. Викладач і куратор Незалежної Української Академії Фотомистецтв, Київської фотогалереї «Ексар». Член союзу Kulturforum і художньої майстерні «Kulturwerkstatt Trier», Німеччина. Учасник телевізійної передачі «Своїми очима» на українському телебаченні, яка присвячена мандрівкам.

## Біографія
Народився 26 вересня 1948 року в смт. Компаніївка Кіровоградської області. У 1974 році закінчив Київський політехнічний інститут. Працював інженером на Чорнобильскій АЕС у 1986-1987 як ліквідатор наслідків аварії на ЧАЕС. Водночас прагнув донести правду про масштаби аварії, що замовчувалось тодішньою владою, почав працювати як фотограф. У 1988 році набув нового фаху фотографа, закінчивши Київський інститут журналістської майстерності, факультет фотожурналістики. Деякий час мешкав у Києві, з 1986 жив та працював в місті Ірпінь (Київська область).
Під час повномасштабного вторгнення Росії в Україну та обстрілів рідного міста був змушений виїхати до помешкання сім'ї доньки Віри Косіної– Полянської у Кракові (Польща). Невдовзі захворів на рак, переніс операцію в Німеччині та повернувся до Кракова, де й помер. Прощання з Юрієм Косіним відбувалося в Кракові. Донька митця влаштувала поховання батька на батьківщині, за сприяння Ірпінської міськради та інтелігенції міст Ірпіня й Києва.
8 квітня 2023 урну з прахом Юрія Олександровича було поховано на міському кладовищі Ірпіня неподалік Алеї Слави. Тепло слово про митця висловив Анатолій Зборовський, директор Ірпінського історико-краєзнавчого музею.
Друзі відгукнулись численними спогадами, сумуючи за Юрієм, опублікували в мережі Інтернет фотоматеріали й спогади літератор В. Коскін, фотохудожник В. Харченко та ін. У меморіальних спогадах про митця його колега й подруга Олена Голуб згадує:"Непересічна особа майстра світлин налаштовувалася і резонувала з надзвичайними, небуденними явищами та станами людини (так званий «тропізм» до подібного). Його приваблювали натхнення поетів і художників (розкривався назустріч разом з діафрагмою об'єктива), щирість дитячого сміху, замріяність дівчат, жіноча збентеженість майбутнім материнством, радість чоловічої активності та багато інших прекрасних проявів життя й природи"..

## Творчість

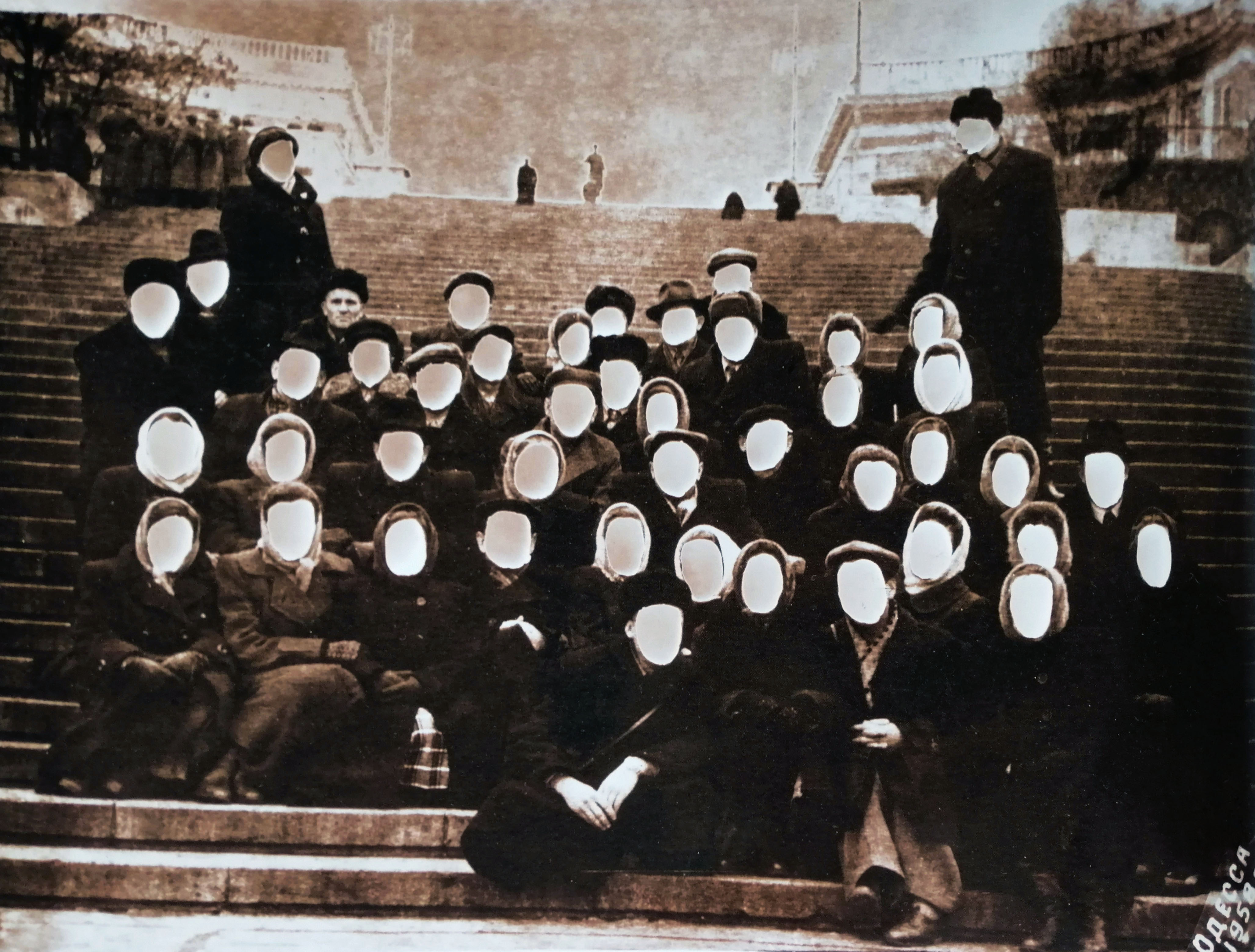
Ю. Косін. Батько.1995

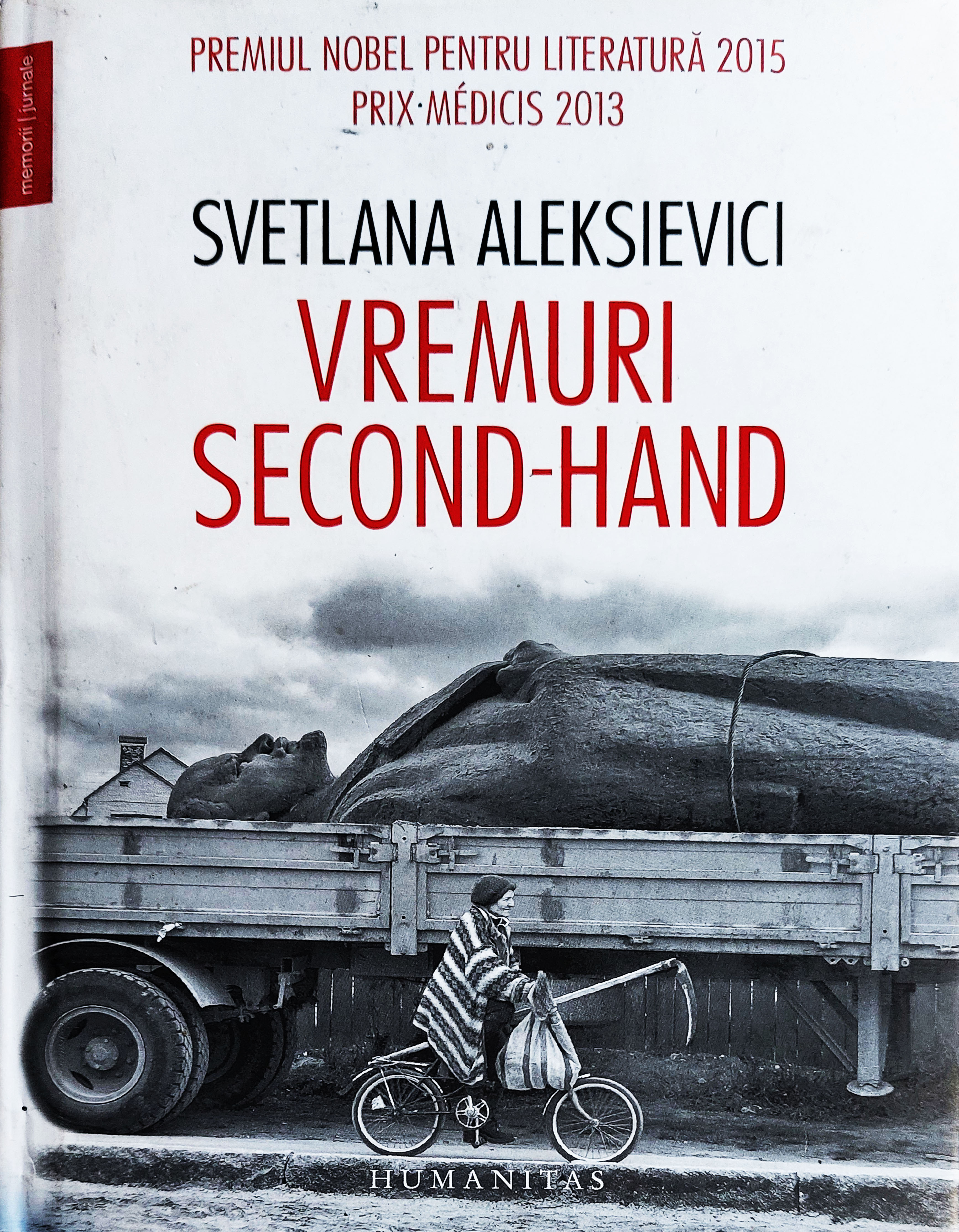
Фото Ю. Косіна на обкладинці книги С. Алексієвич «Час секонд-хенд» (Румунія). 2016

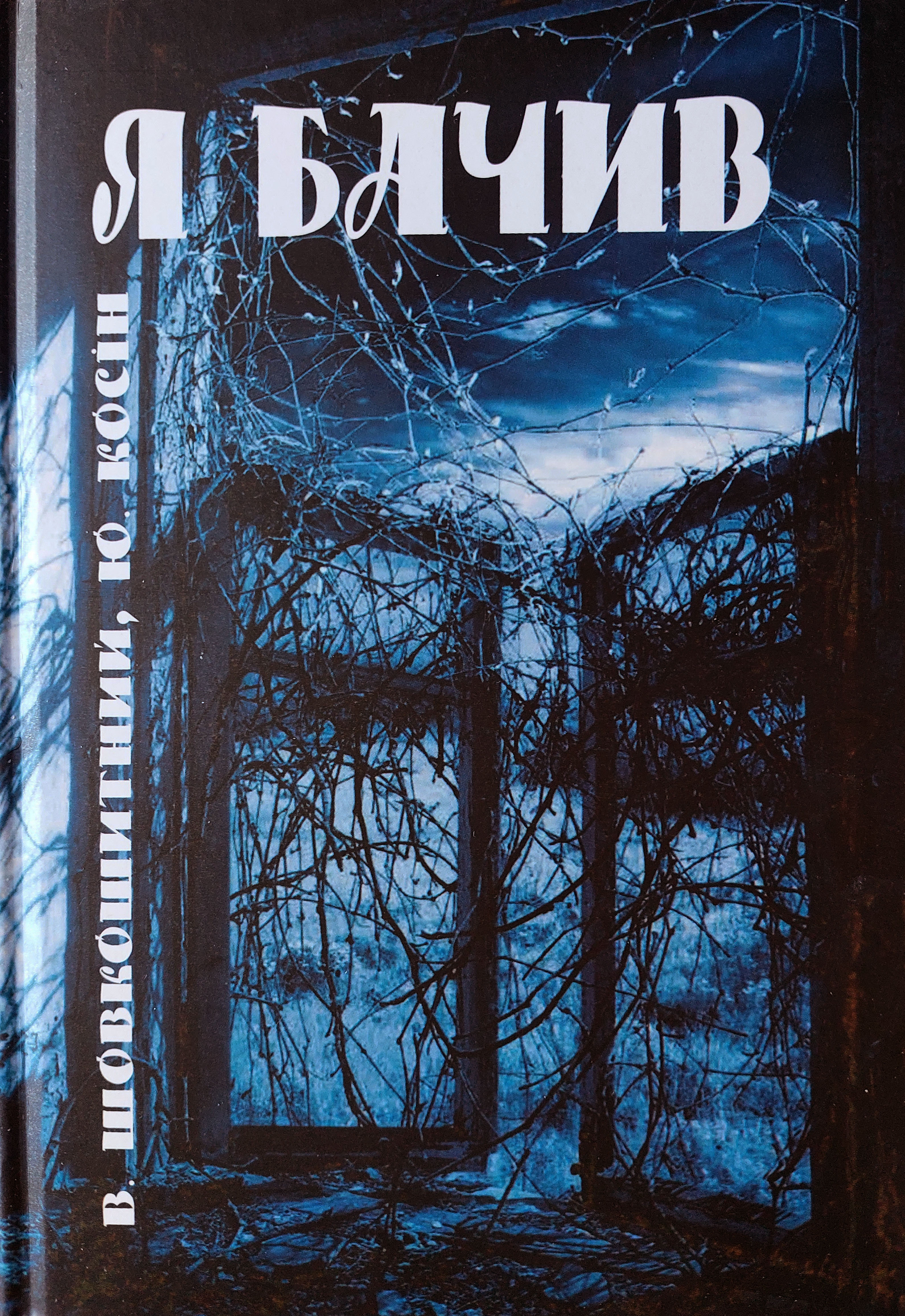
Фото Ю. Косіна на обкладинці книги В.Шовкошитного, Ю.Косіна «Я бачив». 2016

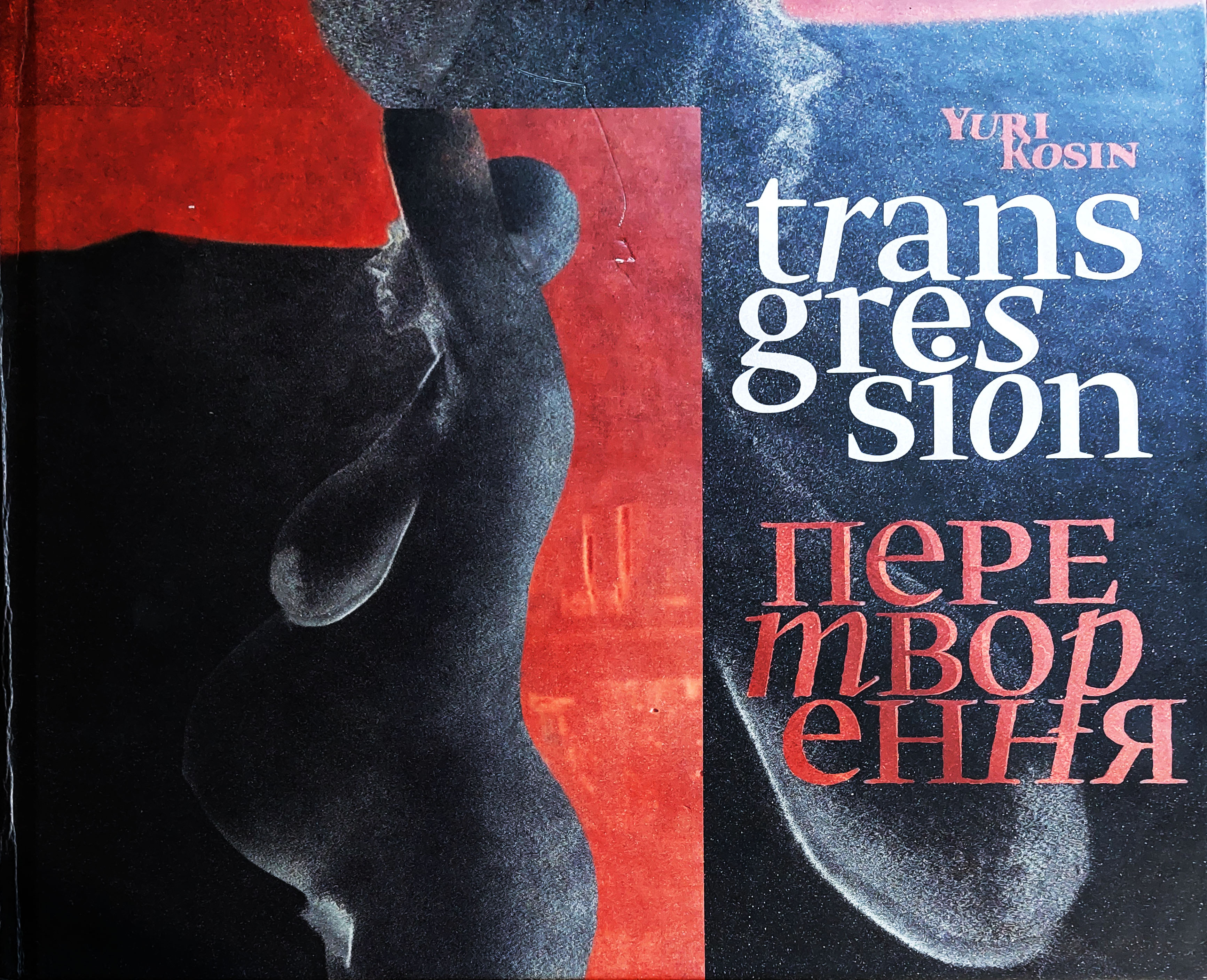
Фотоальбом Ю. Косіна «Transgression/ Перетворення». 2019

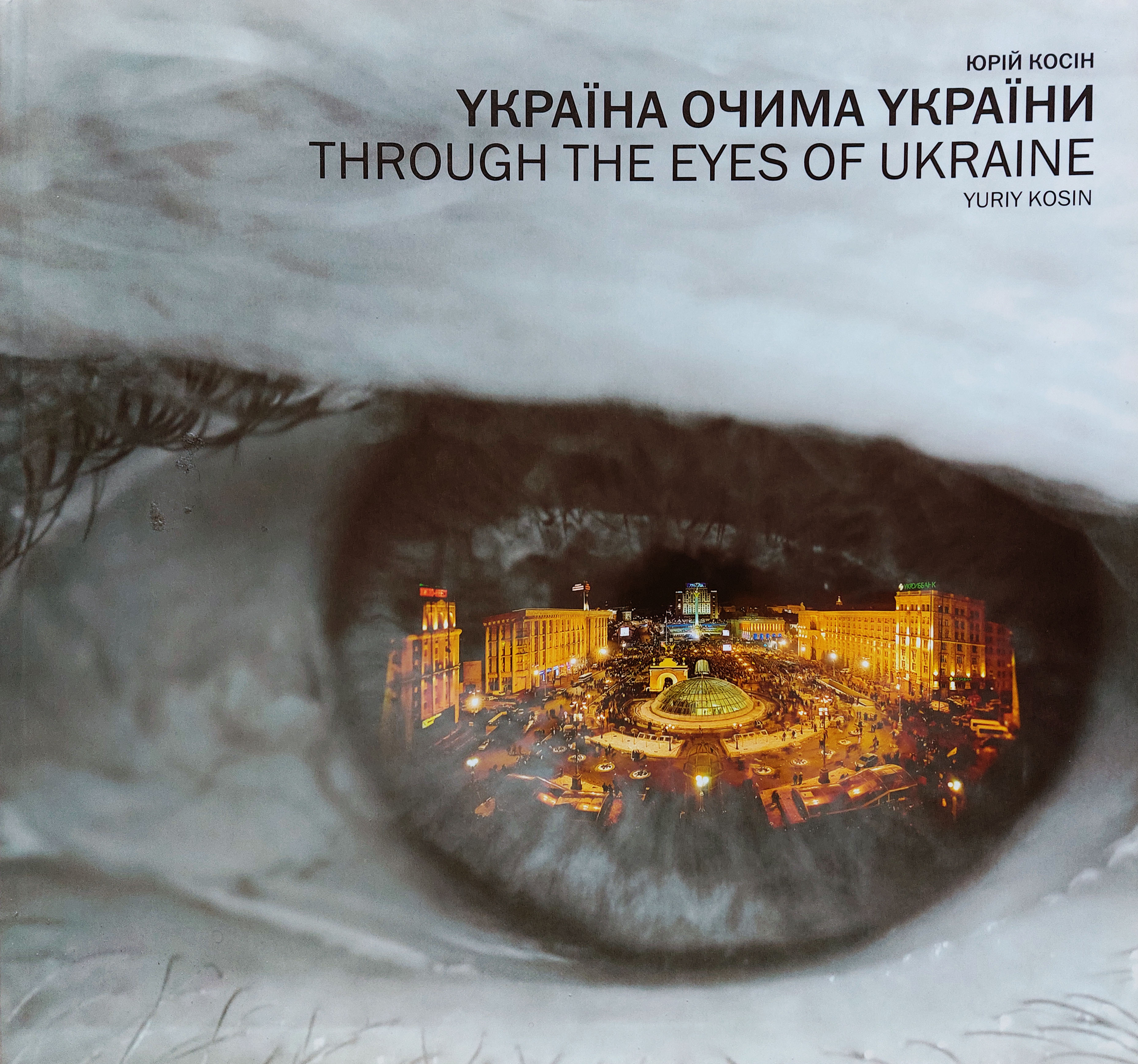
Фотоальбом Ю. Косіна «Україна очима українців». 2005

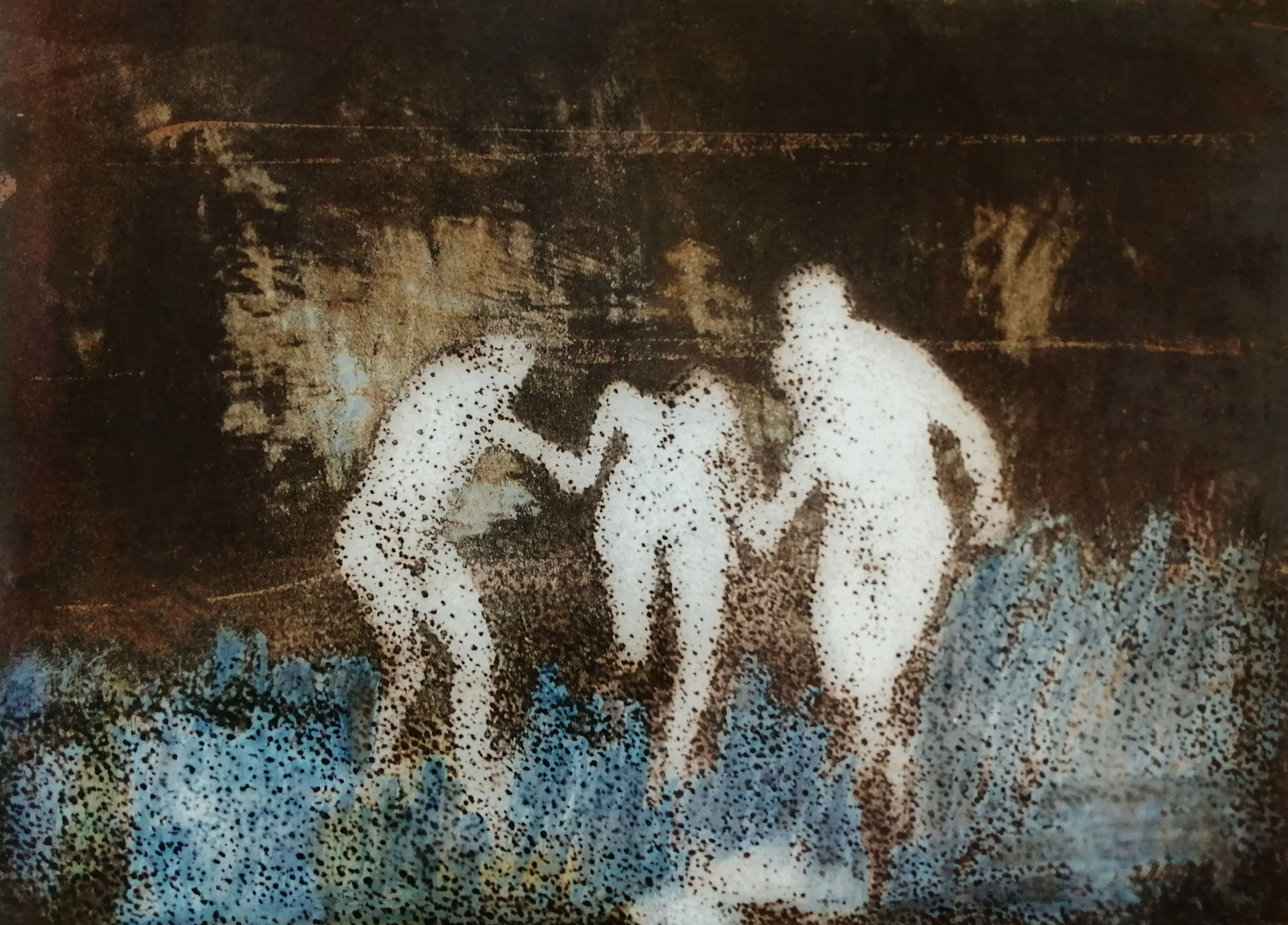
Ю. Косін. Купальники.1996

Захоплення фотографією у Юрія Косіна відбулося у зрілому віці, коли вже після закінчення технічного вишу він вирішив змінити професію і присвятити себе фотомистецтву. Окреслити свої творчі задачі йому допомогла участь в авангардному, неформальному об'єднанні «Рух», де збиралися літератори, вчені, митці. У 1977 році Ю.Косін, М. Недзельський і С.Федоринчик стали організаторами андеграундної виставки, де про себе заявили: Трегуб, Баклицький, Залевський, Костецький, Голуб, Богуславський та інші.
Окрім зазначеної виставки Юрій Косін був куратором та організатором багатьох виставок фотохудожників України.
Основний акцент у спрямуванні Юрія Косіна направлений саме на художню сторону фотографії. Документальний аспект, звісно, не виключався, але він повністю перетворювався в сферу суб'єктивних переживань з приводу часу як власної категорії. Тобто його задача — не в тому, щоб зупинити мить, а, по можливості, розтягнути її в часі, і тим самим спробувати перебороти самий час. Це прагнення проявилося на рівні, як окремої фотографії, так і настрою тієї або іншої фотовиставки, а також різних акцій та інсталяцій. Діапазон його інтересів не був обмежений ні темою, ані однозначною заданістю змісту. Його фотографія ніби виникала («проявлялася») як структура, що розвивається сама, або як сузір'я нескінченних асоціацій.
У 1980-х роках Юрій Косін розробив власний творчий метод, своєрідну авторську мову фотографії, який був названий «трансгресією». У своєму творчому методі художник спирався на філософське поняття трансгресі та на асоціативну відповідність поняття до процесу створення фотографії, я саме, в частині обробки фотоматеріалу. У 1980–1990-х роках це було фізико-хімічне часткове руйнування фотоемульсії, що допомагадщ створити власний варіант фотографіки. З приходом комп'ютерних технологій ці ж самі ефекти стали досяжними в більш керований спосіб.
Косін пояснював: «Трансгресія — це перехід, порушення якоїсь межі. Важлива складова будь-якого життя. Коли все приходить в норму, потрібні трансгресивні процеси, які це підривають. Пошук чогось нового — живого повітря, межі думок.».
Фотографіка Юрія Косіна не була самоціллю, а тільки зручним способом відображення авторського світосприйняття. Фотографія Юрія Косіна — це мова, за допомогою якої митець фіксує не предмет або людину, а своє ставлення до нього, в результаті чого генерується нова реальність… Таким чином, фотографія Косіна не обслуговує образ, а породжує його. По суті, це подолання фотографії як «гарматного» завдання. Однак, це — все одно фотографія, а Юрій Косін, її творець, — перш за все фотохудожник, який застосовує її можливості для здійснення своїх спостережень та узагальнень.
Починаючи з 1985 року, Юрій Косін провів більш ніж 50 виставок в Україні й за кордоном, в таких країнах: Латвія, Бельгія, Велика Британія, Німеччина, Ізраїль, Польща, США, Росія. Велика кількість робіт Юрія Косіна входять до власних колекцій Швейцарії, США, Німеччини, Росії, України, Ізраїлю, Франції, Бельгії, Голландії, Польщі, а також зберігаються в Фонді фотографії (Москва), в Музеї фотографії (Рига), в Ланкастерському університет (Велика Британія), в Національному музеї історії України.
Останньою виставкою майстра була участь у міжнародному антивоєнному проєкті «Ідентичність. Аспекти сучасної фотографії в Україні», Аполлонія, Страсбург, Франція, 2022 року.

### Персональні виставки
- 1985 — «Чотири першоджерела», Київ, Україна
- 1987 — «Явище», виставка-акція в творчій майстерні «Призма», Київ, Україна
- 1988 — «Взаємозв'язок», Виставкова зала Національної спілки фотохудожників України, Київ, Україна
- 1990 — «Зона зараження», Будинок письменників, Київ, Україна
- 1991 — «Земля, яку ми втратили», Кіноцентр, Москва, Росія
- 1991 — Перформанс «Місце зустрічі» («Перша мить чуми»), Андріївський узвіз, Київ, Україна
- 1991 — Акція-турне «Чорнобиль — місце зустрічі», Велика Британія — США
- 1992 — «Чорнобиль», Міжнародна галерея мистецтв, Міннеаполіс, США
- 1994 — «Жива фотографія», Музей «Київська фортеця», Київ, Україна
- 1994 — Перформанс «Побудова моделі сучасного разуму», Ірпінь, Україна
- 1994 — «Колекція», галерея «Перун», Ірпінь, Україна
- 1995 — «Уособлення», Латвійський музей фотографії, Рига, Латвія
- 1995 — «Срібний світ», галерея «Гараж», Рига, Латвія
- 1995 — «Візуальні наррації», Будинок актора, Київ, Україна
- 1995 — «Чорнобиль 1986–1995», Будинок трьох мов, Левен, Бельгія
- 1995 — «Трансгресія», "Академія мистецтв і дизайну «Бецалель», Єрусалим, Ізраїль
- 1996 — «Випромінювання», Східно-західноєвропейський культурний центр «Palais Jalta», Франкфурт-на-Майні, Німеччина
- 1996 — «Анабіоз», Національний музей історії України, Київ, Україна
- 1996 — «Урок проходження», DE MARKTEN Gemeenschapscentrum, Брюссель, Бельгія
- 1996 — «Трансгресія», Французький культурний центр, Київ, Україна
- 1997 — "Трансгресія ", Культурний центр «Tuchfabrik», Трієр, Німеччина
- 1997 — Перформанс «Мистецтво оголошень», Ірпінь, Україна
- 1997 — Перформанс «Пилорама Блюз», Ірпінь, Україна
- 1998 — «Трансгресія», галерея «Фоллі», Ланкастер, Велика Британія
- 1998 — "", Mill Gallery, Калаі, Велика Британія
- 1998 — «Чорнобиль», Міністерство навколишньої середи, Майнц, Німеччина
- 1998 — «Легенда» (виставка на воді), Ірпінь, Україна
- 1999 — Перформанс «1+99», Ірпінь, Україна
- 2000 — Акція «Мистецтво як свято», Ірпінь, Україна
- 2000 — «Нескінченна фотографія», галерея «РА», Київ, Україна
- 2001 — Акція «У пошуках Джина», Ірпінь, Україна
- 2001 — «Я в сучасному мистецтві», Art-club 44, Київ, Україна
- 2002 — Акція «Who is кто?», Ірпінь, Україна
- 2002 — «Автобіографія від третьї особи», галерея «Дім Миколи», Київ, Україна
- 2002 — "Пий за «Ж», галерея «Дім Миколи», Київ, Україна
- 2003 — «Писаниці», галерея «Арт-центр на Костьольній», в рамках Фотобієнналє — 2003 «Місяць фотографії в Києві», Київ, Україна
- 2003 — Акція «Вій (на) Воді», Ірпінь, Україна
- 2004 — Акція «Вій (у) Повітрі», Ірпінь, Україна
- 2005 — «Україна очима України», презентація однойменного фотоальбому в рамках виставки, галерея «РА фото», Київ, Україна
- 2005 — «…Колір надії», Кабінет Міністрів України, Київ, Україна
- 2006 — «Tak jest od zawsze», центр сучасного мистецтва «Solvay», Краків, Польща
- 2006 — «The Human Experience Twenty Years Later», Woodrow Wilson Center, Вашингтон, США
- 2006 — «Borderland», Український Інститут Америки, Нью-Йорк, США
- 2006 — «Чорнобиль-20», Гарвард, Вашингтон, Нью-Йорк, США
- 2010 — Реальність «Явлення», Галерея Союзу фотохудожників Литви, Вільнюс, Литва

### Колективні виставки
- 1988 — «Гарячий слід», Московский палац молоді, Москва, Росія
- 1988 — «Гарячий слід», галерея «Метрополь», Мінськ, Білорусь
- 1991 — Виставка Національної спілки фотохудожників України, Культурний центр, Київ, Україна
- 1991 — Перформанс «Тріумф культури, або будівництво утопічного міста», Ірпінь, Україна
- 1991 — Перформанс «Я люблю свою Академію», Будинок Культури НАН України, Київ, Україна
- 1991 — Перформанс «Прогулянка в садах Академії, або Ашизокитай», Ірпінь, Україна
- 1992 — Перформанс «Освоєння простору по Хайдеггеру», Київ, Україна
- 1992 — Перформанс «Жовтий Кравчук в блакитному небі, або маніфест незалежності», Київ, Україна
- 1994 — «Три перспективи», Ратуша, Німеччина
- 1994 — «Українська фотографія сьогодні», Католична Академія, Шверте, Німеччина
- 1994 — «Фотохудожники Києва», Музей «Київська фортеця», Київ, Україна
- 1994 — «Укрпресфото — 94», Виставковий центр «Український Дім», Київ, Україна
- 1995 — «Черкаси — 95», Виставкова зала Національної спілки фотохудожників України, Черкаси, Україна
- 1995 — «Укрпресфото — 95», галерея «Гарт»,Південноукраїнськ, Україна
- 1995 — «7х7», фотогалерея «На узвозі», Київ, Україна
- 1996 — «Vision Art», Національний художній музей України, Київ, Україна
- 1996 — «Всеукраїнська виставка», Національний музей історії України у Другій світовій війні, Київ, Україна
- 1997 — «Lege Artist», фотогалерея «Эксар», Київ, Україна
- 1997 — «Бліц-виставка», Арциз, Україна
- 1997 — «Імпреза», Івано-Франківськ, Україна
- 1997 — «НЛО», Виставковий центр «Український Дім», Київ, Україна
- 1998 — «Без слів», фотогалерея «Эксар», Київ, Україна
- 1998 — «Mesiac Fotografie», Братислава, Словаччина
- 2001 — «Голоса і ракурси», Абу-Дабі, ОАЕ
- 2002 -«Природа — 2002», Івано-Франківськ, Україна
- 2002 — «Україна in Fokus», галерея «Місто N», Київ, Україна
- 2003 — «Позиція», галерея «Києво-Печерська лавра», в рамках Фотобієнале — 2003 «Місяць фотографії в Києві», Київ, Україна
- 2003 — «Фотосесія», галерея «Совіарт», в рамках Фотобієнале — 2003 «Місяць фотографії в Києві», Київ, Україна
- 2003 — «Тлумачний словник», україно-ізраїльський проект, виставкова зала Музею — архіву літератури та мистецтв України, Київ, Україна
- 2005 — «Помаранчева мить», Виставковий центр «Український Дім», Київ, Україна
- 2006 — «Чорнобиль 20», Конгресс хол, Вашингтон, США
- 2006 — «Чорнобиль 20», ООН, Нью-Йорк, США
- 2006 — « Одного разу в Чорнобилі», Centre de Cultura Contemporània de Barcelona, Барселона, Іспанія
- 2022 — «Ідентичність. Аспекти сучасної фотографії в Україні», Аполлонія, Страсбург, Франція.

### Кураторська діяльність
- 1977 — «Рух», співкуратор андеграундної виставки, пл. Дзержинського, Київ.
- 1997 — «Lege Artist», фотогалерея «Эксар», Київ, Україна
- 1998 — «Ефект присутності», фотогалерея «Эксар», Київ, Україна
- 1998 — «No comment», фотогалерея «Эксар», Київ, Україна
- 1998 — «Тіло», фотогалерея «Эксар», Київ, Україна
- 1998 — «Мистецтво збереження зображення», фотогалерея «Эксар», Київ, Україна
- 1998 — «Поетичний пейзаж», фотографія Е. Странадко, фотогалерея «Эксар», Київ, Україна
- 1998 — «Уособлення», фотографія Е. Мартмнюк, фотогалерея «Эксар», Київ, Україна
- 1998 — «Наодинці», фотографія Вл. Оглобліна, фотогалерея «Эксар», Київ, Україна
- 1998 — «пАрнографія», фотографія Е. Павлова, фотогалерея «Эксар», Київ, Україна
- 1998 — «Діти революції», фотографія О. Чекменьова, фотогалерея «Эксар», Київ, Україна
- 1999 — «Параджанов», фотографія А. Владимирова, фотогалерея «Эксар», Київ, Україна
- 1999 — «Усвідомлена реальність», фотографія О. Плисюк, фотогалерея «Эксар», Київ, Україна
- 2001 — «Ню — Джаз», ресторан «Диксиленд», Київ, Україна
- 2002 — «Крізь це повітря дивиться на мене Бог», фотографія Івана Жданова, фотогалерея «Эксар», Київ, Україна
- 2003 — «Позиція», галерея Лавра, в рамках Фотобієналє — 2003 «Місяць фотографії в Києві», Київ, Україна

## Колекції
- Фотографічний фонд, Москва, Росія
- Музей сучасного мистецтва, Бонн, Німеччина
- Фотографічний музей, Рига, Латвія
- Національний музей історії України, Київ, Україна
- Музей історії Києва, Київ, Україна
- Ланкастерский Університет, Велика Британія
- Власні колекції в Швейцарії, США, Німеччині, Росії, Україні, Ізраїлі, Франції, Бельгії, Голландії, Польщі.

## Нагороди
- Перший всесоюзний слайд-фестиваль «Харків — 90» (перша премія)
- Національний конкурс документальної фотографії «Укрпресфото — 94» (перша премія СФХУ)
- Національний конкурс документальної фотографії «Укрпресфото — 95» (перша, третя та спеціальна премії СФХУ)
- Фотограф року журналу «Академія» (перша премія)
- Бліц-конкурс Фотофестивалю «Арциз — 97» (третя премія)

## Фотоальбоми й публікації
- Юрій Косін.  Україна очима України// К.: СПД ФО Чальцев О. В., 2005 ISBN 966-8765-03-06
- Юрій Косін. Перетворення/Yuri Kosin.Transgression. Післямова В. Мироненко, О. Сидора-Гібелинди. Blurb-Kyiv, Ukraine, 2019 ISBN 978-1-71-420510-3
- Володимир Шовкошитний, Юрій Косін. Я бачив. К.: Український пріоритет. 2016. ISBN 978-617-7398-04-1